# La Terremoto de Alcorcón
La Terremoto de Alcorcón   (Alcorcón, 17 de setembre de 1977), també coneguda com Pepa Charro, i de naixement María José Charro Galán, és una actriu, cantant i vedet espanyola, que ha treballat tant en teatre, cinema com televisió. És coneguda per la seva espontaneïtat, així com per la seva aparença cridanera.
Va néixer a Madrid el 17 de setembre de 1977, però ben aviat es va traslladar amb els seus pares a La Palma del Condado (Huelva), on va criar-se. Des de la infantesa volia dedicar-se al món de l'espectacle. No obstant això, inicialment va estudiar tall i confecció i perruqueria. tanmateix, la formació li ha servit per als vestits i pentinats cridaners que la caracteritzen. Així mateix, també va estudiar dues llicenciatures, Magisteri i Enologia, a la Universitat Complutense de Madrid, sent becada dues vegades en el programa Erasmus. Mentre va cursar estudis es trobava a Alcorcón, localitat que va utilitzar en el seu nom artístic.
S'ha fet coneguda fent versions de cançons, especialment de grans noms del món pop com Madonna, Kylie Minogue, Beyoncé, Michael Jackson, entre d'altres. El seu salt al món de la música va succeir arran de la seva participació com a espontània al programa Y sin embargo, te quiero de Televisió Espanyola cantant una cobla, que van fer que el 1999 entrés a formar part de la companyia de teatre Diabéticas Aceleradas i va editar el seu primer casset anomenat Versiones originales. D'aquesta època procedeix el seu nom artístic. Reconeguda per la seva espontaneïtat, va assolir èxit en el món de la música el 2006 amb la versió de la cançó Hung Up de Madonna que va titular Taims Gous By con Loli.
A través de la companyia va conéixer a Pedro Almodóvar, que la va convertir en una de les seves conegudes noies, i va acompanyar el director de cinema en les presentacions de La mala educación i Volver al Festival de Canes, i després va aconseguir un paper a la pel·lícula Los amantes pasajeros. També ha participat en diverses edicions del Festival Internacional de Benicàssim, ha presentat els Premis Shangay des dels seus inicis, i ha estat mestra de cerimònies en les tres versions de la producció musical The Hole. A més, ha estat la vedet principal de El Molino de Barcelona.
Ben aviat també va fer el salt a la televisió. Ha participat a Se enciende la noche, MasterChef Celebrity, Me resbala, Tu cara me suena, Typical Spanish i Dos parejas y un destino, i ha aparegut a sèries com Aída, El Ministerio del Tiempo. També ha presentat el programa de cuina Niquelao de Netflix.
Malgrat la transcendència mediàtica, ha estat molt estricta respecte a la seva vida privada, tret de les seves amistats amb altres personalitats com Pedro Almodóvar, Arturo Valls o Asier Etxeandía. Tanmateix, a través de les seves xarxes socials sí s'ha significat de manera destacada en favor del feminisme o els drets LGBT. De fet, ha estat rellevant la seva participació en esdeveniments com el dia de l'Orgull de la comunitat LGBTIQ+. Així mateix, regent el bar Flexas a Palma, un local conegut per la seva implicació en el món gai, i que va reobrir el 2021 després de la pandèmia de COVID-19.
Ha rebut la medalla a la Cultura i les Arts de l'Ajuntament de La Palma del Condado per la seva trajectòria.
El 2025 fou inclosa a la llista Forbes de les 50 dones més influents de les Balears.